# Diplolaemus sexcinctus
Diplolaemus sexcinctus — вид ігуаноподібних ящірок родини Leiosauridae. Мешкає в Аргентині і Чилі.

## Поширення і екологія
Diplolaemus sexcinctus мешкають в аргентинських провінціях Неукен, Чубут і Ріо-Негро та в чилійських регіонах Біобіо і Арауканія. Вони живуть в араукарієвих лісах, серед каміння, на висоті від 900 до 1500 м над рівнем моря. Відкладають яйця.